# عبد الأحد طالب
مولوي عبد الأحد طالب هو سياسي وقائد في حركة طالبان الأفغانية، وحاكم ولاية هلمند منذ 24 أغسطس 2021.
في 30 أكتوبر 2023، أصبح طالب قائداً للقوات الخاصة لهبة الله آخند زاده. وخلفه على ولاية هلمند عبد الرحمن قندوزي.